# Jean-Marie Fleuriot de Langle
Jean-Marie-Jérôme Fleuriot, marqués de Langle (Dinan, 13 de diciembre de 1749 - Paris, 12 de octubre de 1807) fue un militar y escritor francés.

## Biografía
Miembro de una rama menor de una familia de la nobleza bretona, el joven Langle pronto se trasladó a la corte, donde fue paje de la delfina, y más tarde entró en el cuerpo de mosqueteros negros. No obstante, un escándalo del que no conocemos los detalles le valió dos años de exilio en provincias, tras lo cual se alistó en el velero Le Solitaire que, al mando de uno de sus parientes, se dirigía a América para participar en la guerra de Independencia. A su retorno, abandonó la carrera militar y se dedicó a la literatura, cultivando la novela epistolar, el anecdotario y la novela de viajes. 
Durante la Revolución, fue encarcelado durante seis meses en la prisión de La Force, y después sirvió de agente secreto al ministro Molleville.

## Obras
- Voyage de Figaro en Espagne (1784). Aunque nunca llegó a pisar suelo español, Fleuriot pintó con esmero un retrato de España y los españoles, criticando su gobierno, religión y modales. Esta obra provocó tal escándalo que el rey Carlos III se quejó al gobierno francés y amenazó con prohibir a todos los franceses la entrada a su reino. La obra fue entonces condenada a la quema por orden del Parlamento de París del 26 de febrero de 1786, tras una larga y virulenta acusación contra el abogado general Séguier. Esta espectacular condena despertó el entusiasmo del público: el libro tuvo seis ediciones y fue traducido al inglés, alemán, danés e italiano.
- Amours ou Lettres d'Alexis et Justine (1786).
- Nouveau Werther, imité de l'Allemand (1786).
- Tableau pittoresque de la Suisse (1790).
- Paris littéraire (1798), después reimpreso como L'Alchimiste littéraire, ou décomposition des grands hommes du jour.
- Mon voyage en Prusse, ou Mémoires secrets sur Frédéric-le-Grand et la Cour de Berlin (1807)